# Parcs nationaux in Québec
Dieser Artikel gibt eine Übersicht über die Parcs nationaux in der kanadischen Provinz Québec. Abweichend von den anderen kanadischen Provinzen und Territorien werden hier Provincial Parks als Parc national bezeichnet.
Die Parks werden in der Regel von der Société des établissements de plein air du Québec (Sépaq, englisch Society of outdoor recreation establishments of Quebec), einer Crown Corporation, verwaltet. Die im Norden der Provinz, in Nunavik, gelegenen Parks werden durch die Administration régionale Kativik verwaltet. Die rechtliche Grundlage für die Parks ist der Loi sur les parcs (P-9 vom 1. März 2000). Die Zuständigkeit liegt beim Ministère du Développement durable, de l’Environnement et de la Lutte contre les changements climatiques (englisch Ministry of Sustainable Development, Environment, and Fight Against Climate Change).

## Liste
| IUCN- Kategorie (a) | WDPA-ID    | Name                                | Fläche in km² | Gründungsdatum | Internetseite                                                        |
| ------------------- | ---------- | ----------------------------------- | ------------- | -------------- | -------------------------------------------------------------------- |
| II                  | 23123      | Aiguebelle                          | 268,30        | 1985           | Sépaq-Webseite Parc national d'Aiguebelle                            |
| II                  | 5555566992 | Anticosti                           | 558,39        | 2001           | Sépaq-Webseite Parc national d’Anticosti                             |
| II                  | 23124      | Bic                                 | 19,10         | 1984           | Sépaq-Webseite Parc national du Bic                                  |
| II                  | 66603      | Fjord-du-Saguenay                   | 326,80        | 1983           | Sépaq-Webseite Parc national du Fjord-du-Saguenay                    |
| II                  | 66604      | Frontenac                           | 156,50        | 1987           | Sépaq-Webseite Parc national de Frontenac                            |
| II                  | 23125      | Gaspésie                            | 802,00        | 1981           | Sépaq-Webseite Parc national de la Gaspésie                          |
| II                  | 23127      | Grands-Jardins                      | 318,90        | 1981           | Sépaq-Webseite Parc national des Grands-Jardins                      |
| II                  | 555567059  | Hautes-Gorges-de-la-Rivière-Malbaie | 224,90        | 2000           | Sépaq-Webseite Parc national des Hautes-Gorges-de-la-Rivière-Malbaie |
| III                 | 23128      | Île-Bonaventure-et-du-Rocher-Percé  | 4,63          | 1985           | Sépaq-Webseite Parc national de l’Île-Bonaventure-et-du-Rocher-Percé |
| II                  | 66605      | Îles-de-Boucherville                | 8,14          | 1984           | Sépaq-Webseite Parc national des Îles-de-Boucherville                |
| II                  | 61596      | Jacques-Cartier                     | 670,60        | 1981           | Sépaq-Webseite Parc national de la Jacques-Cartier                   |
| II                  | 555593737  | Kuururjuaq (b)                      | 4426,78       | 10. Juli 2009  | ᑰᕈᕐᔪᐊᒥ / Kuururjuaq                                                  |
| II                  | 67320      | Lac-Témiscouata                     | 176,50        | 2009           | Sépaq-Webseite Parc national du Lac-Témiscouata                      |
| II                  | 61598      | Miguasha                            | 0,35          | 1985           | Sépaq-Webseite Parc national de Miguasha                             |
| II                  | 66627      | Mont-Mégantic                       | 59,90         | 1994           | Sépaq-Webseite Parc national du Mont-Mégantic                        |
| II                  | 66606      | Mont-Orford                         | 59,44         | 1979           | Sépaq-Webseite Parc national du Mont-Orford                          |
| II                  | 61599      | Mont-Saint-Bruno                    | 8,84          | 1985           | Sépaq-Webseite Parc national du Mont-Saint-Bruno                     |
| II                  | 66607      | Mont-Tremblant                      | 1510,10       | 1981           | Sépaq-Webseite Parc national du Mont-Tremblant                       |
| II                  | 66633      | Monts-Valin                         | 153,60        | 1996           | Sépaq-Webseite Parc national des Monts-Valin                         |
| II                  | 66609      | Oka                                 | 23,70         | 1990           | Sépaq-Webseite Parc national d’Oka                                   |
| II                  | 555593287  | Opémican                            | 252,50        | 2013           | Sépaq-Webseite Parc national d'Opémican                              |
| II                  | 308509     | Pingualuit (b)                      | 1133,90       | 24. Jan. 2004  | ᐱᖑᐊᓗᐃᑦ / Pingualuit                                                  |
| II                  | 555567058  | Plaisance                           | 28,10         | 2001           | Sépaq-Webseite Parc national de la Pointe-Taillon                    |
| II                  | 66592      | Pointe-Taillon                      | 97,50         | 1985           | Sépaq-Webseite Parc national de Plaisance                            |
| II                  | 555593736  | Tursujuq (b)                        | 26089,73      | 18. Juli 2013  | ᑐᕐᓱᔪᕐᒃ / Tursujuq                                                    |
| II                  | 555638022  | Ulittaniujalik (b)                  | 5293,00       | 29. Juli 2016  | ᐅᓕᑦᑕᓂᐅᔭᓕᒃ ᒥᕐᖑᐃᓯᕐᕕᖓ / Ulittaniujalik                                  |
| II                  | 66610      | Yamaska                             | 13,40         | 2002           | Sépaq-Webseite Parc national de la Yamaska                           |